# Knaresborough
Knaresborough is een civil parish in het bestuurlijke gebied Harrogate, in het Engelse graafschap North Yorkshire. De plaats telt 15.441 inwoners.